# Hari Nef
Hari Nef est une écrivaine, mannequin et actrice américaine née le 21 octobre 1992 à Philadelphie dans l'État de Pennsylvanie.
Après avoir écrit pour plusieurs magazines dont Dazed et Vice, elle devient l'une des écrivaines récurrentes d'une colonne du magazine érotique Adult. Elle entame ensuite une carrière de mannequin et signe avec l'agence IMG Models en 2015.
Toujours en 2015, elle commence sa carrière d'actrice avec un rôle récurrent dans la seconde saison de la série télévisée Transparent. Elle décroche son premier grand rôle au cinéma en 2018 avec le thriller Assassination Nation et commence à se faire connaître du grand public avec le rôle de Blythe, un personnage récurrent dans la première saison de la série You.

## Biographie

### Enfance et études
Hari Nef est née à Philadelphie. Femme transgenre et de confession juive, elle est la fille de David Nef, un publicitaire, et de Robin Nef. Après le divorce de ses parents, elle déménage à Newton dans le Massachusetts avec sa mère.
Elle déménage à New York en 2011 pour étudier à l'université Columbia où elle est diplômée du programme de théâtre en 2015.

### Carrière
Parallèlement à ses études, les écrits d'Hari Nef commencent à être publiés dans les magazines Dazed, Vice, Original Plumbing, BlackBook et Lenny, la newsletter féministe fondée par Lena Dunham. En 2014, elle fait la couverture de Frische Magazine puis elle atteint la soixante-huitième place de la liste des 100 personnes ayant redéfini le style et la culture jeune du magazine Dazed.
En 2015, elle commence à devenir l'une des écrivaines récurrentes de la colonne de conseils et expériences du magazine érotique Adult. La même année, elle défile pour plusieurs défilés de la New York Fashion Week dont ceux d'Adam Selman, VFiles, Veja, Degen et Eckhaus Latta. Elle participe également à l'ouverture du premier magasin Selfridges non genré.
Elle signe ensuite avec l'agence IMG Models, devenant leur premier modèle ouvertement trans. Par la suite, elle défile pour Gucci lors de la Fashion Week de Milan, maison qu'elle retrouvera deux ans plus tard en devenant le visage de leurs parfum Bloom. La même année, elle commence sa carrière d'actrice en décrochant le rôle de Gittel, une jeune femme trans dans l'Allemagne nazie des années 1930, dans la deuxième saison de la série télévisée Transparent. Le rôle fut écrit spécialement pour elle par Jill Soloway, dont la sœur était une camarade d'Hari Nef à l’université.
En 2016, elle fait l'une des couvertures collector de l'édition britannique du magazine Elle, devenant la première femme ouvertement trans à faire la couverture d'un important magazine britannique,. En mai, elle donne une conférence TED nommée #FreeTheFemme dont le sujet est la représentation des femmes trans dans la société. Elle est également rédactrice en chef du numéro 10 du magazine Candy Transversal paru en décembre 2016, posant en couverture et à l'intérieur du magazine avec le mannequin espagnol Andrés Velencoso Segura.
En 2017, elle devient l'une des égéries de la campagne True Match de L'Oréal aux côtés de Blake Lively, Lara Stone et Xiao Wen Ju. Une publicité est diffusée lors de la 74e cérémonie des Golden Globes.

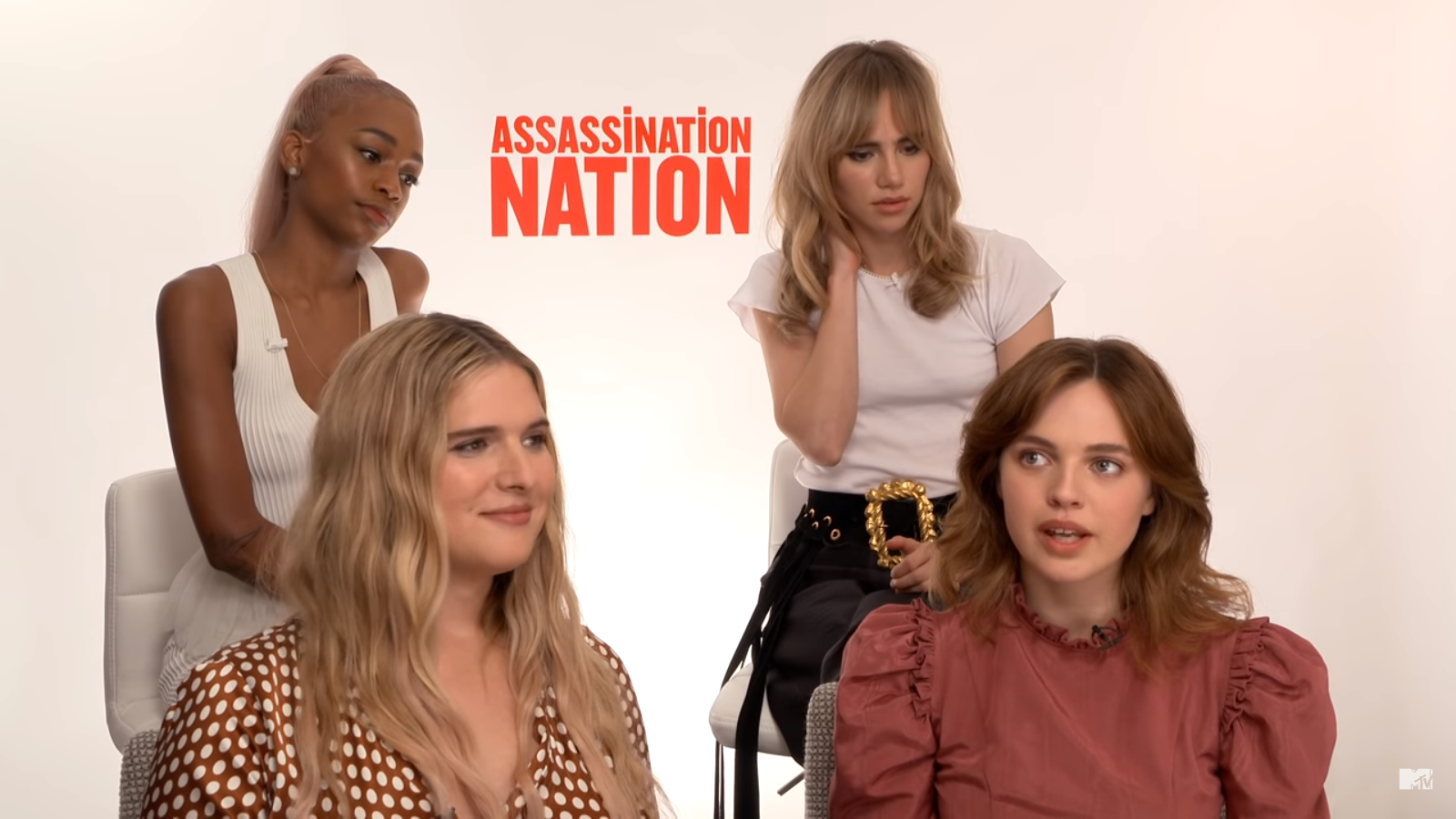
Hari Nef accompagnée des autres actrices dAssassination Nation lors d'un interview presse avec MTV en 2018.

L'année 2018 marque un chapitre important dans la carrière d'actrice d'Hari Nef. Elle obtient son premier rôle principal dans un film en interprétant Bex Warren dans le thriller indépendant Assassination Nation. Quelques mois plus tard, elle incarne Blythe, l'un des personnages récurrents de la première saison de la série télévisée You, son premier rôle dans un programme plus grand public. La même année, elle joue une galeriste dans la pièce Daddy de Jeremy O. Harris, au Pershing Square Signature Center de New York.
En 2022, elle joue dans la comédie 1Up diffusée sur Amazon Prime., aux côtés de Ruby Rose, Paris Berelc et Taylor Zakhar Perez. La même année, elle joue dans la pièce de Denis Johnson, Des Moines, au Polonsky Shakespeare Center à Brooklyn.
Début 2023, elle remonte sur les planches au Pershing Square Signature Center de New York pour y jouer dans une adaptation par Thomas Bradshaw de La Mouette de Tchekhov, aux côtés de Parker Posey et Nat Wolff. Cette année-là, on la voit à l'écran dans la série dramatique The Idol sur HBO et elle est Barbie Docteur dans le film Barbie de Greta Gerwig.

## Filmographie

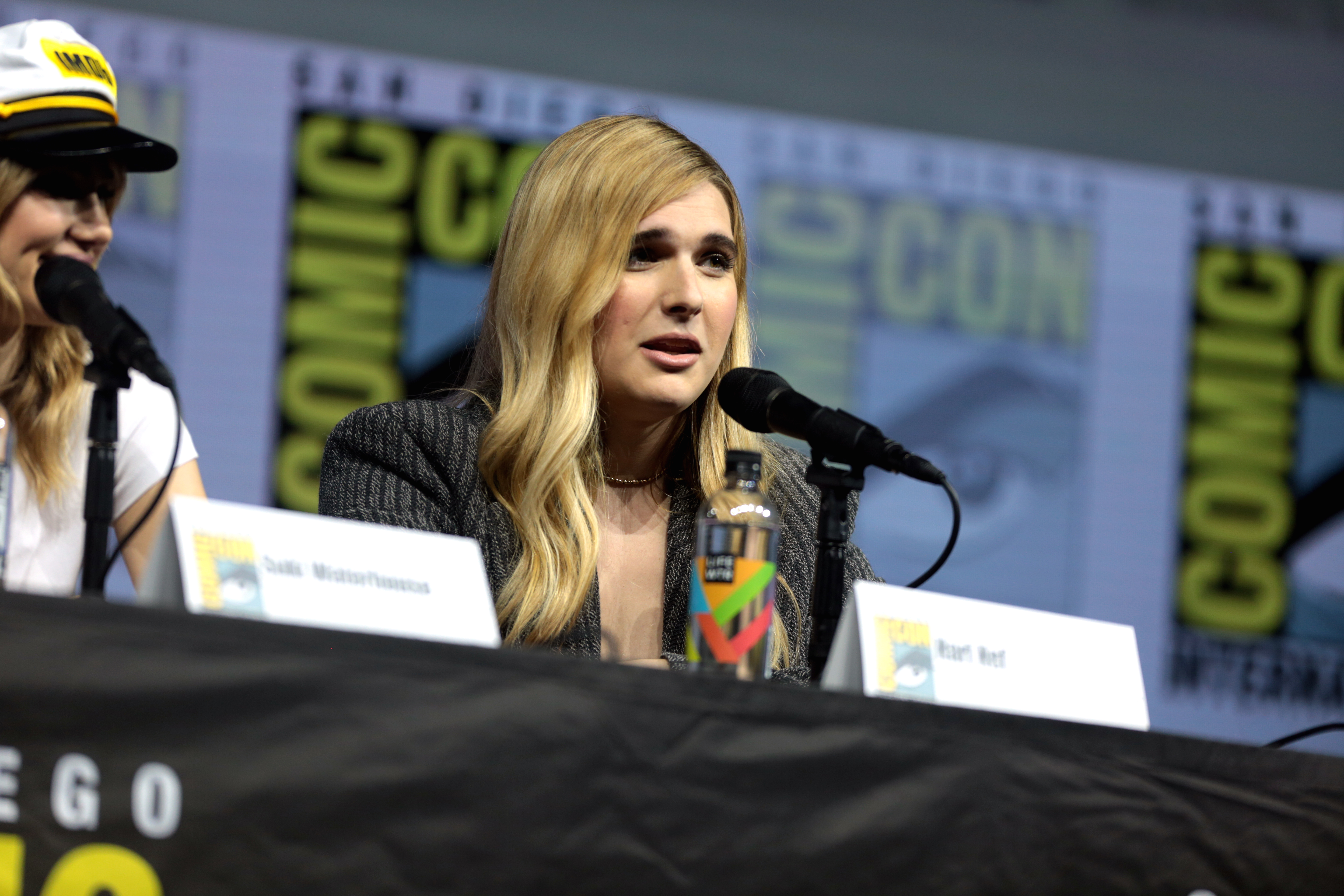
Hari Nef à la Comic-Con de San Diego en 2018 pour présenter Assassination Nation.

### Cinéma

#### Longs-métrages
- 2013 : Hellaware de Michael M. Bilandic : Cy
- 2018 : Assassination Nation de Sam Levinson : Bex Warren
- 2018 : Mapplethorpe d'Ondi Timoner : Tinkerbelle
- 2023 : Barbie de Greta Gerwig : Barbie docteur
- 2023 : Bad Things de Stewart Thorndike : Cal

#### Courts-métrages
- 2014 : She Told Me She Was Dead de Sebastian Sommer : Amber Mugabe
- 2015 : Self Aware de Sebastian Sommer : une jeune femme
- 2015 : Family Tree de Sebastian Sommer : un personnage sans nom
- 2016 : Crush de Katherine Bernard : Clare

### Télévision
- 2015 : Transparent : Gittel (5 épisodes)
- 2018 : You : Blythe (4 épisodes)
- 2018 : Camping : Nia (saison 1, épisode 4)
- 2020 : Room 104 : Katherine
- 2020 : Acting for a cause : Polonius
- 2022 : And Just Like That... : Rabbin Jen
- 2022 : Extrapolations
- 2023 : The Idol : Talia Hirsch (6 épisodes)
- À venir : LA Law : Alana Burke

### Clips vidéos
- 2015 : There is Nothing Left de The Drums